# État de conservation des cartes à collectionner
 (janvier 2024).
La Gradation de cartes à collectionner repose sur un processus d'évaluation et de notation de l'état physique d'une carte de collection, qu'il s'agisse de cartes sportives, de jeux de cartes à collectionner (JCC) ou d'autres types de cartes de valeur. Ce processus est souvent effectué par des entreprises spécialisées dans la gradation de cartes, telles que PSA (Professional Sports Authenticator), Beckett Grading Services. Ou en Europe C.H.E.N "Gradation". L'état de conservation peut influencer sa valeur sur le marché.

## Caractéristiques
Les principales caractéristiques évaluées sont 
- État général : L'expert examine la carte pour déterminer son état général. Cela inclut l'usure, les plis, les bords émoussés, les coins abîmés, les marques de manipulation, etc.
- Centrage : On évalue la symétrie de la carte pour déterminer si l'image et les bordures sont centrées correctement. Un centrage parfait peut augmenter la valeur de la carte.
- Coins et des bords : Les coins et les bords de la carte sont examinés pour détecter tout dommage, usure ou déformation.
- Surface : On inspecte la surface de la carte pour repérer des marques, des rayures, des taches, des impressions de doigts, ou d'autres imperfections qui pourraient influencer la note.
- Couleur et de l'impression : La qualité de l'impression et la fidélité des couleurs sont prises en compte lors de l'évaluation.

La carte reçoit une note globale basée sur une échelle prédéfinie, souvent de 1 à 10. Une note plus élevée indique une meilleure condition et, par conséquent, une valeur plus élevée.
Encapsulation : La carte est ensuite encapsulée dans un étui protecteur scellé avec la note indiquée. Cela protège la carte contre les éléments extérieurs et garantit l'intégrité de la gradation.

## Entreprises d'évaluation
Dans les années 1990, avec l'essor de l'industrie des cartes à collectionner, des entreprises spécialisées ont émergé pour fournir des services de gradation professionnelle.